# Weilbachs Kunstnerleksikon
Weilbachs Kunstnerleksikon, ofte bare kaldet Weilbach, er det største biografiske opslagsværk over danske billed- og bygningskunstnere. Der findes fire udgaver med varierende titel, udgivet fra 1877 og frem.
Philip Weilbach skrev den første udgave af leksikonet, som udkom i ét bind 1877-78 med titlen Dansk Konstnerlexikon. I 1895-96 udgav han andenudgaven i to bind, som blev kaldt Nyt dansk Kunstnerlexikon.
Allerede i 1917 planlagde man en tredje udgave, men den lod sig først realisere da Merete Bodelsen blev hovedredaktør i 1943. Udgivelsen skete i 1947-52 under titlen Weilbachs Kunstnerleksikon i tre bind. Povl Engelstoft var medredaktør.
Til brug for leksikonet startede Weilbach et arkiv, som er blevet udvidet betydeligt med de nyere udgaver. Merete Bodelsen var medvirkende til at stifte Den selvejende institution Weilbachs Kunstnerleksikon i 1980. Denne har siden sørget for det videre arbejde med arkivet, først under ledelse af Elisabeth Fabritius og Elisabeth Kofod-Hansen. Institutionen har desuden sørget for at arkivet blev tilgængeligt for forskere og andre interesserede på Danmarks Kunstbibliotek. Omkring 1990 indeholdt arkivet materiale om mere end 35.000 kunstnere.
I 1988 besluttede den selvejende institution at udarbejde en ny udgave, som kom i perioden 1994-2000, med Sys Hartmann som hovedredaktør. Denne 4. udgave fik titlen Weilbach – Dansk Kunstnerleksikon, og omtaler ca. 10.000 navne i ni bind.
4. udgave indgår nu i Kulturstyrelsens Kunstindeks Danmark (KID).

## Online-udgaver
- Dansk Konstnerlexikon (1. udgave, 1877-78), digitaliseret af LFL's Bladfond.
- Nyt dansk Kunstnerlexikon (2. udgave, 1895-96), digitaliseret af LFL's Bladfond.
- Weilbachs Kunstnerleksikon (3. udgave, 1947-52), digitaliseret af LFL's Bladfond.
- Weilbach – Dansk Kunstnerleksikon (4. udgave, 1994-2000) på Kulturarvsstyrelsens hjemmeside.